# Antôn Vũ Huy Chương
Antôn Vũ Huy Chương (sinh 1944) là một Giám mục của Giáo hội Công giáo Rôma người Việt Nam. Ông từng đảm trách vai trò Giám mục chính tòa Giáo phận Đà Lạt từ năm 2011 đến năm 2019, Chủ tịch Ủy ban giáo sĩ và chủng sinh của Hội đồng Giám mục Việt Nam. Trước đó, ông cũng từng đảm nhận vai trò Giám mục chính tòa Giáo phận Hưng Hóa, từ năm 2003 đến năm 2011. Khẩu hiệu Giám mục của ông là "Xin Vâng".
Giám mục Chương sinh trong một gia đình khá giả tại Thạch Thất, Sơn Tây (nay là Hà Nội). Năm 1954, cậu bé Chương cùng gia đình di cư vào miền Nam, sau đó bắt đầu con đường tu học năm 1956. Sau khoảng thời gian dài 15 năm tu học, trong đó có 7 năm Tiểu chủng viện và 8 năm Đại chủng viện, Vũ Huy Chương được truyền chức linh mục, là linh mục của Giáo phận Cần Thơ.
Sau khi được truyền chức, Vũ Huy Chương được cử đi học các khóa đào tại ngắn hạn, sau đó trở về Việt Nam. Linh mục Chương từng đảm nhận các vai trò khác nhau trong suốt thời kỳ này: linh hướng Tiểu chủng viện Cái Răng, linh mục chính xứ Ba Rinh rồi Phó Giám đốc liên Đại chủng viện Cần Thơ, quản nhiệm họ đạo Cái Răng và chủ biên bản tin Đồng Hương của giáo phận Cần Thơ.
Tòa Thánh loan tin bổ nhiệm linh mục Vũ Huy Chương làm Giám mục chính tòa giáo phận Hưng Hóa vào tháng 8 năm 2003, nghi thức truyền chức cử hành vào tháng 10 cùng năm. Một năm sau khi trở thành giám mục, từ năm 2004 cho đến nay, Vũ Huy Chương đảm trách vai trò Chủ tịch Ủy ban Giáo sĩ – Chủng sinh thuộc Hội đồng Giám mục Việt Nam. Năm 2011, Tòa Thánh thuyên chuyển giám mục Chương làm giám mục chính tòa Đà Lạt, kế vị giám mục Nguyễn Văn Nhơn được chuyển về Tổng giáo phận Hà Nội một năm trước đó. Ông đảm nhận chức vụ này cho đến giữa tháng 9 năm 2019, trước khi về hưu ở tuổi 75, theo quy định về tuổi tác hồi hưu của giáo sĩ Công giáo.

## Thân thế và những năm đầu tu nghiệp
Antôn Vũ Huy Chương sinh ngày 14 tháng 9 năm 1944 tại làng Bến Thôn, xã Dị Nậu, huyện Thạch Thất, tỉnh Sơn Tây (nay thuộc Hà Nội), thuộc Giáo phận Hưng Hóa. Tên Thánh của ông đặt theo vị Thánh Công giáo Antôn thành Padova (còn gọi là Antôn Padua). Song thân là ông Vũ Hoành và bà Nguyễn Thị Nén. Ông là con trai thứ hai trong gia đình, trước ông, cha mẹ ông sinh một người con trai nhưng sớm qua đời. Để mong có thể có con trai, cha mẹ ông nhận nuôi một bé gái 2 tháng tuổi rồi sau đó sinh ra ông. Gia đình ông sinh sống thuộc về giáo họ Bến Thôn, giáo xứ Vĩnh Lộc, giáo phận Hưng Hóa, nay thuộc thành phố Hà Nội. Thuở nhở, cậu bé Chương được cha mẹ đưa đi lễ hằng tuần, thích đóng giả cảnh làm lễ và sớm có ước muốn tu trì từ năm 8 tuổi. Tuy vậy, dòng họ cậu không mong muốn cho cậu đi theo con đường tu trì vì Vũ Huy Chương là con trai cả trong một gia đình khá giả. 
Nhận xét về tính tình Vũ Huy Chương, bà con thân thuộc cho biết ông giống cha ở tính cách cương trực, kỹ lưỡng và giống mẹ ở tính tình tử tế, hiền lành.
Năm lên 10 tuổi, cậu bé Chương cùng gia đình di cư vào Nam, trong hoàn cảnh này, gia đình cậu bé Chương trở lại cảnh khó khăn. Năm 1956, gia đình cậu Chương dời đến sinh sống tại Kinh C, vùng Cái Sắn và sau đó chuyển vào Sài Gòn. Họ định cư tại giáo xứ Sơn Lộc, Củ Chi, nay thuộc giáo phận Phú Cường. Sau khi tốt nghiệp tiểu học, linh mục phó xứ Sơn Lộc hỏi Vũ Huy Chương về ý định tu trì. Cậu nhanh chóng đồng ý và nhờ linh mục này nêu lên ý định trên với song thân. Vị linh mục phó xứ Sơn Lộc sau đó đã đến tận nhà và thuyết phục được gia đình cậu bé Chương. Năm 1956, khi lên 12 tuổi Antôn Vũ Huy Chương là một trong 60 cậu bé trúng tuyển vào tiểu chủng viện Thánh Phanxicô Xaviê, giáo phận Bùi Chu với cơ sở nằm tại trường Nguyễn Bá Tòng (nay là trường Bùi Thị Xuân, quận 1, thành phố Hồ Chí Minh). Linh mục đã hỗ trợ cậu Chương kể từ khi nhập Tiểu chủng viện năm 1956 cho đến khi được truyền chức linh mục năm 1971 là linh mục Giuse Nguyễn Thanh Đô.
Số lượng 60 tiểu chủng sinh ban đầu chỉ còn lại 12 sau khi tốt nghiệp chương trình phổ thông, và đến năm 1963, chủng sinh Chương gia nhập Giáo phận Cần Thơ, sau đó cậu được giám mục giáo phận Cần Thơ gửi đến học tại Giáo hoàng Học viện Thánh Piô X Đà Lạt. Dù được lên bậc học Đại chủng viện, nhưng chủng sinh Chương lo lắng về kinh tế gia đình, nên bày tỏ ý định đi dạy một năm trước khi tiếp tục tu học. Mẹ cậu từ chối đề nghị này một cách dứt khoát, trong khi bố cậu yêu cầu cậu tự quyết định. Sau khi chủng sinh Chương thử áo chùng thâm của giáo sĩ, cha cậu cho rằng cậu Chương phù hợp để trở thành một linh mục, nên tuyên bố từ bỏ đánh bạc và siêng năng đi lễ hơn trước. Mẹ cậu hứa sẽ lần 50 hạt mỗi ngày để cầu nguyện cho cậu. Được sự giới thiệu của Giám mục Philípphê Nguyễn Kim Điền, chủng sinh Vũ Huy Chương theo học triết học và thần học tại Giáo hoàng Học viện Piô X Đà Lạt. Sau đó, Antôn Vũ Huy Chương tốt nghiệp khóa VI với bằng cử nhân thần học. Trong thời gian theo học đại chủng viện, linh mục nghĩa phụ trợ giúp chủng sinh Chương về vấn đề tinh thần lẫn vật chất.

## Linh mục
Sau quá trình tu học dài hạn, ngày 18 tháng 12 năm 1971, Antôn Vũ Huy Chương được thụ phong linh mục, thuộc linh mục đoàn Giáo phận Cần Thơ. Nhắc lại lời hứa lần hạt cầu nguyện với mình, mẹ ông hứa sẽ lần thêm 50 hạt mỗi ngày để cầu nguyện cho ông sống tốt đời linh mục. Sau khi được truyền chức linh mục, Vũ Huy Chương được gửi đi tu nghiệp ở nhiều quốc gia khác nhau như: Roma (Ý), Seoul (Hàn Quốc), Manila (Philippines), rồi trở về Việt Nam và tiếp tục thực hiện các công tác mục vụ tại Giáo phận Cần Thơ. Trở về Việt Nam, linh mục Vũ Huy Chương đảm nhiệm vai trò giáo sư và linh hướng tại Tiểu chủng viện cái Răng, Cần Thơ từ năm 1972.
Năm 1975, gia đình linh mục Vũ Huy Chương đến sinh sống tại giáo xứ Bảo Thị, giáo phận Xuân Lộc. Cùng trong năm này, ông được bổ nhiệm giữ chức linh mục chánh xứ giáo xứ Ba Rinh, huyện Mỹ Tú, tỉnh Sóc Trăng. Sau thời gian ngắn ngủi đảm nhiệm vai trò linh mục chánh xứ, năm 1976, linh mục Chương được chọn làm Phó giám đốc Liên Đại Chủng viện Cần Thơ, kiêm trưởng phân khoa thần học và giáo sư thần học tín lý Liên Đại Chủng viện Cần Thơ. Song song với vai trò tại Chủng viện, trong khoảng thời gian từ năm 1990 đến năm 1995, linh mục Vũ Huy Chương kiêm thêm vai trò linh mục quản nhiệm giáo họ Cái Răng. Đồng thời, linh mục Chương cũng là chủ biên, biên tập viên chính của bản tin giáo phận mang tên Đồng Hương. Năm 2000, ông du học tại Manila, Philippines.
Trong thời kỳ làm linh mục, cha ông từ trần, thọ 67 tuổi; còn mẹ ông cũng qua đời năm 1998, thọ 73 tuổi.

## Giám mục Hưng Hóa (2003–2011)

### Giai đoạn 2003–2007

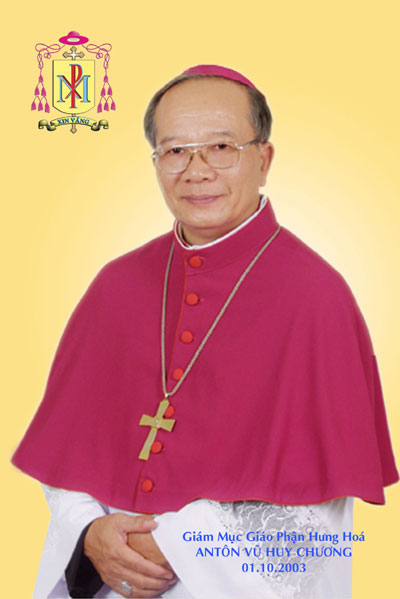
Giám mục tân cử Vũ Huy Chương (2003)

Ngày 5 tháng 8 năm 2003, Giáo hoàng Gioan Phaolô II bổ nhiệm linh mục Antôn Vũ Huy Chương làm Giám mục chính tòa Giáo phận Hưng Hóa, kế nhiệm Giám mục Giuse Nguyễn Phụng Hiểu qua đời từ năm 1992. Việc bổ nhiệm này chấm dứt khoảng thời gian dài 11 năm trống tòa của Giáo phận Hưng Hóa. Tân giám mục chọn cho mình khẩu hiệu: "Xin vâng", ông cho biết câu khẩu hiệu này diễn tả sự vâng phục trong lo lắng của ông khi trưởng thành tại miền Nam nhưng được bổ nhiệm làm giám mục Hưng Hóa ở miền Bắc. Nhân dịp lễ truyền chức, linh mục Khuất Duy Linh S.J. hỗ trợ làm một CD thánh ca để kỷ niệm vào ngày đầu tháng 5 – tháng Đức Mẹ của Công giáo và đề nghị tân giám mục tham gia viết lời để nhạc sĩ Trầm Hương phổ nhạc.
Lễ tấn phong cho giám mục Tân cử Vũ Huy Chương được tổ chức sau đó vào ngày 1 tháng 10 năm 2003 tại tòa Giám mục Hưng Hóa. Nghi thức truyền chức chính yếu được cử hành bởi vị chủ phong là giám mục Phaolô Nguyễn Văn Hòa – chủ tịch Hội đồng Giám mục Việt Nam lúc đó và hai vị phụ phong là giám mục Emmanuel Lê Phong Thuận, giám mục chính tòa Giáo phận Cần Thơ và giám mục Giuse Ngô Quang Kiệt – giám mục chính tòa Giáo phận Lạng Sơn và Cao Bằng, Giám quản Tông Tòa sede plena Tổng giáo phận Hà Nội. Đồng tế trong lễ này có 25 giám mục và 450 linh mục. Buổi lễ truyền chức có sự tham gia của khoảng 20.000 người trong đó có cả người dân tộc thiểu số. Trong lễ truyền chức, vị giám mục tân cử bày tỏ sự thán phục đối với sức chịu đựng của giáo dân khi giáo phận vắng bóng giám mục trong thời gian quá lâu và số lượng linh mục ít ỏi không đủ để chăm sóc nhu cầu tôn giáo cho họ.
Tháng 11 năm 2003, Antôn Vũ Huy Chương đã đến thăm một số cộng đoàn công giáo Việt Nam tại Đức. Năm 2004, ông được bầu làm Chủ tịch Ủy ban Giáo sĩ Chủng sinh trực thuộc Hội đồng Giám mục Việt Nam, và giữ chức vụ này liên tiếp năm nhiệm kỳ cho đến năm 2019.
Trong khoảng thời gian trước năm 2005, Vũ Huy Chương làm nhiều đơn thư gửi chính quyền các tỉnh Sơn La, Điện Biên và Lai Châu, đề nghị được đến thăm các giáo dân tại các tỉnh này, vì việc quản lý giáo phận của ông bao trùm địa bản các tỉnh trên. Các lá thư này sau đó có thư thì không nhận được hồi âm, có thư được hồi âm rằng tỉnh không có nhu cầu tôn giáo, không có thời gian tiếp giám mục Hưng Hóa. Để giải quyết, giám mục Chương gọi đến thủ tướng Chính phủ Phan Văn Khải và được đáp từ rằng các cán bộ địa phương chưa nắm được chủ trương tôn giáo nên gây ra những hiểu lầm, chính phủ Việt Nam chủ trương tôn trọng tự do tôn giáo và đề nghị vị giám mục Hưng Hóa bình tĩnh.
Cuối tháng 11 năm 2005, Giám mục Vũ Huy Chương tháp tùng Hồng y Crescenzio Sepe, Tổng trưởng Thánh bộ Truyền giáo đến thăm giáo phận Hưng Hóa. Trong các chuyến đi mục vụ trước đó, Vũ Huy Chương ngồi trên yên ngựa đi trên những vùng đất lồi lõm nhằm đến với giáo dân. Trong các chuyến thăm này, ông cảm thấy nhiều người Công giáo, đặc biệt là những người trẻ tuổi, ít biết về ranh giới quản lý của các giáo xứ, không biết số linh mục và số giáo xứ của giáo phận. Nhằm khắc phục điều này, Vũ Huy Chương yêu cầu ông Roccô Phạm Văn Ánh vẽ các họa đồ về các giáo xứ và giáo hạt. Tính đến tháng 11 năm 2005, ông này đã vẽ được 60 bức họa, phân phát cho 7 giáo hạt, đưa đến các địa phương.
Antôn Vũ Huy Chương mất một thời gian khá dài để thích nghi với giáo phận mới và tìm hiểu tình hình. Ngay sau khi chính thức nhậm chức giám mục Hưng Hóa, giám mục Vũ Huy Chương tiến hành đào tạo nhân sự: linh mục, tu sĩ, giáo lý viên, thừa tác viên, ban hành giáo, ca trưởng. Về xây dựng phát triển các giáo xứ, giáo họ, ông tiếp tục thực hiện 4 tiêu chí đã ban hành dưới thời giám quản Phaolô Đinh Tiến Cung là: cộng đoàn đức tin vững mạnh, phụng tự sốt sáng, bác ái yêu thương và truyền giáo mạnh mẽ. Đối với các vấn đề xã hội, Vũ Huy Chương quan tâm đến các công việc hỗ trợ những người dân tộc thiểu sổ, người lớn tuổi neo đơn, khuyết tật,... Ngoài ra, ông cũng tiến hành công tác giáo dục mầm non và khuyến học.
Trong vòng hai năm đầu tiên, Vũ Huy Chương đến thăm 75 giáo xứ và gần 500 giáo họ. Trong 5 năm đầu, ông chú trọng đến vấn đề phát triển nhân sự, cơ sở vật chất và đạt thành quả mỗi năm xây dựng được trên 10 nhà thờ mới. Hai năm cuối tại giáo phận Hưng Hóa, ông xây dựng các cơ sở sinh hoạt chung của giáo phận. Nhìn lại thời gian gắn bó với giáo phận Hưng Hóa khi chuyển đi giáo phận Đà Lạt, giám mục Chương thừa nhận khoảng 200 nơi vẫn chưa có nhà thờ, gần 100 nhà thờ cần tu sửa hoặc xây mới.
Cuối năm 2006 đầu năm 2007, giám mục Chương bị bệnh phải dưỡng bệnh tại Thành phố Hồ Chí Minh. Nhân dịp này, báo Giáo sĩ Việt Nam gửi lời mời ông viết một bài đăng về cảm nhận của người bệnh nhằm đăng trên tờ báo này nhân dịp "Lễ Quốc tế Bệnh nhân" vào tháng 2 năm 2007. Thông tin về bệnh tình của mình, Vũ Huy Chương cho biết ông bị đau thần kinh tọa trước đó một năm. Nhằm chữa bệnh, ông dùng 20 tháng thuốc Bắc và đã hết đau nhưng sau đó 6 tháng lại tái phát, lần này thuốc không còn hiệu nghiệm. Để chữa bệnh, ông đến Thành phố Hồ Chí Minh để chữa bằng Tây y. Nói về nguyên nhân phát bệnh, giám mục Chương thừa nhận trong hai năm đầu quản nhiệm giáo phận, ông sinh hoạt không điều độ, không tập luyện thể dục và tham gia chơi thể thao như thời kỳ làm việc tại Đại chủng viện Cần Thơ. Chỉ định phương cách chữa bệnh, ông bị đề nghị mổ để tránh nguy cơ liệt cơ và không thể đi lại. Cuộc phẫu thuật diễn ra vào ngày 23 tháng 11 năm 2006 tại bệnh viện Triều An. Vũ Huy Chương cho biết 3 tuần kể từ cuộc phẫu thuật, ông cần có người chăm sóc, bón cơm như trẻ em và xen lẫn niềm vui lẫn sự xấu hổ. Trong khoảng thời gian dưỡng bệnh, ông cũng tự nhận định mình dễ la rầy người khác, thiếu tinh thần trẻ em như lời Chúa dạy.
Cuối tháng 5 năm 2007, với tư cách Chủ tịch Ủy ban Giáo sĩ – Chủng sinh, Vũ Huy Chương tham dự buổi khởi công xây dựng Đại chủng viện Thánh Giuse Hà Nội. Tại buổi lễ, ông có bài phát biểu với nội dung chính là ghi nhận sự hỗ trợ của chính quyền các cấp, chúc mừng đến Tổng giáo phận Hà Nội và đi sâu vào một số nội dung đào tạo giáo sĩ. Ngày 14 tháng 7 năm 2007, Vũ Huy Chương tham gia buổi lễ kỷ niệm 50 năm Dòng Tên trở lại hoạt động tại Việt Nam, đồng thời nâng cấp từ Miền Dòng thành Tỉnh Dòng, cũng là tỉnh dòng thứ 86 trên thế giới.

### Giai đoạn 2008–2011
Tháng 3 năm 2008, Vũ Huy Chương được mời tham dự Đại hội Giáo lý thường niên của Tổng giáo phận Los Angeles, Hoa Kỳ và có bài phát biểu kéo dài hơn một giờ cho các thính giả là giới trẻ gốc Việt. Nhân dịp này, ông cũng thăm một số thân hữu và giáo xứ Mẹ La Vang ở Grand Rapids, tiểu bang Michigan. Tháng 7 năm 2008, Vũ Huy Chương dẫn đầu một phái đoàn 30 linh mục giám đốc và giáo sư của 7 đại chủng viện Việt Nam, hiện đang cư trú tại Hội Thừa Sai Paris và tu nghiệp về thần học tại Học viện Công giáo Paris đến thăm Giáo xứ Việt Nam Paris. Ông còn tham dự Đại hội Tam niên Đức Mẹ La Vang lần thứ 28 ngày 13 tháng 8 năm 2008.
Nhân dịp sự kiện tranh chấp tại giáo xứ Thái Hà, giám mục Chương gửi văn thư hiệp thông với giáo xứ này ngày 9 tháng 8 năm 2008. Trong thư, ông cho biết luôn cầu nguyện cho công lý và chân lý. Ông cũng bày tỏ sự quan ngại khi một quan chức nhận trả lời phỏng vấn với vai trò là đại diện giáo dân giáo xứ Cần Kiệm, giáo phận Hưng Hóa, và việc này không đúng sự thật. Hơn một tháng sau đó, trong khung cảnh tranh chấp Tòa Khâm sứ cũ tại Hà Nội, giám mục Chương gửi thư bày tỏ tình hiệp thông với Tổng giám mục Hà Nội Giuse Ngô Quang Kiệt. Trong thư này, giám mục Chương bày tỏ sự ngạc nhiên trước sự chuẩn bị bảo vệ công trình thi công đất 42 Nhà Chung thành công viên cây xanh. Ông cũng cho biết mình đã khóc cho công lý, sự thật, hòa bình, dân tộc Việt Nam và giáo hội Công giáo tại Việt Nam. Vũ Huy Chương thay mặt đại diện giáo phận Hưng Hóa hiệp thông và cầu nguyện cùng Tổng giám mục Ngô Quang Kiệt. Ngày 1 tháng 10, phái đoàn giám mục đại diện Hội đồng giám mục Việt Nam đã đến gặp thủ tướng Nguyễn Tấn Dũng để trao đổi các vấn đề tranh chấp đất đai tại Hà Nội, phái đoàn gồm Chủ tịch Hội đồng giám mục Phêrô Nguyễn Văn Nhơn, Đại diện Giáo tỉnh Hà Nội là giám mục Vũ Huy Chương, đại diện Giáo tỉnh Huế là Tổng giám mục Tổng giáo phận Huế Stêphanô Nguyễn Như Thể và đại diện Giáo tỉnh Sài Gòn là Hồng y – Tổng giám mục Tổng giáo phận Thành phố Hồ Chí Minh Gioan Baotixita Phạm Minh Mẫn. Trong cuộc họp, thủ tướng Dũng nêu lên quan điểm của chính phủ đối với các vụ tranh chấp và đối với cá nhân Tổng giám mục Ngô Quang Kiệt. Hội đồng giám mục Việt Nam thể hiện tinh thần vui mừng bởi con đường đối thoại đã được khai mở trở lại trong thư gửi giáo dân ra ngày 3 tháng 10 cùng năm.
Giám mục Vũ Huy Chương cùng đoàn các giám mục Việt Nam đi hành hương Ad Limina, triều yết Giáo hoàng Biển Đức XVI. Chuyến hành hương kéo dài từ ngày 20 tháng 6 đến ngày 4 tháng 7 năm 2009. Đầu tháng 12 năm 2009, Vũ Huy Chương làm đơn gửi đến chính quyền ba tỉnh Điện Biên, Sơn La, Lai Châu và được chính quyền ba tỉnh này chấp thuận cho phép cử hành các buổi lễ Giáng sinh tại một số ít địa điểm trên địa bàn. Trong khoảng thời gian trước đó, chính quyền địa phương thường không phản hồi các đơn thư và cũng không gặp gỡ giám mục Hưng Hóa.
Ngày 29 tháng 3 năm 2010, Giáo hoàng Biển Đức XVI bổ nhiệm linh mục Gioan Maria Vũ Tất, làm Giám mục Phụ tá giáo phận Hưng Hoá, giám mục hiệu toà Thisiduo. Thánh Lễ Truyền Chức Giám mục phụ tá được tổ chức tại Nhà thờ Chính tòa Sơn Lộc, thị xã Sơn Tây, thành phố Hà Nội, vào ngày 15 tháng 6 năm 2010. Việc đề nghị có một giám mục phụ tá được giám mục Chương đề nghị khoảng năm 2008, ông cho biết trong cuộc phỏng vấn năm 2011. Cũng trong thời gian này, ngày 26 tháng 4, Vũ Huy Chương cho thành lập Caritas Hưng Hóa, là một tổ chức bác ái của Giáo phận Hưng Hóa trực thuộc Ủy ban Bác ái xã hội Giáo phận Hưng Hóa điều hành, cũng là thành viên của Caritas Việt Nam trong hệ thống Caritas Toàn thế giới. Caritas Hưng Hóa được trao cho linh mục Phaolô Nguyễn Quốc Anh điều hành.
Nhân dịp trên mạng có nhiều đoạn clip về việc đoàn rước Mẹ Maria có những biểu hiện kỳ lạ tại Giáo phận Hưng Hóa, trang tin Hội đồng Giám mục Việt Nam thực hiện bài phỏng vấn với giám mục Vũ Huy Chương vào tháng 7 năm 2010. Giám mục này cho rằng thông tin trên thiếu đầy đủ và mang tính định hướng dư luận. Ông cho biết đã làm việc với linh mục chánh xứ, hội đồng giáo xứ Dị Nậu và xem toàn bộ DVD quay lại cảnh đoàn rước. Giám mục Chương cho biết trích đoạn trong video trên mạng chỉ là trước đoàn rước, phần rước chính không được trích đăng. Ông cho biết giáo dân giáo xứ Dị Nậu sống cùng với những người lương dân và chiếm khoảng 30% dân số, khi có cuộc rước, các lương dân này cũng hưởng ứng theo cách riêng của họ. Nói về việc đặt tượng chủ tịch Hồ Chí Minh trước cổng đình (việc này, theo Phaolô Lê Đắc Trọng là phong tục bái vọng của nhiều làng xã miền Bắc Việt Nam), giám mục Vũ Huy Chương cũng thông tin thêm rằng lương dân không có cờ Tòa Thánh thì hưởng ứng bằng cách sử dụng cờ Tổ quốc. Vũ Huy Chương cũng cho biết có nhiều hình ảnh đẹp về cảnh người ngoài Công giáo dựng đuốc cao 14 mét để đốt trong đêm rước, đến giáo xứ chúc mừng tại nhà xứ. Nói về việc thông tin trên mạng loan truyền Tết Trung thu năm 2009, linh mục quản nhiệm nhà thờ Yên Bái cho rước tượng Hồ Chủ tịch vào lúc thánh lễ, giám mục Chương bác bỏ thông tin này. Trả lời về nghi án về việc điều chuyển linh mục kêu gọi giáo dân hiệp thông với những điểm nóng trong giáo phận, giám mục Chương cho biết việc điều chuyển là bình thường. Ông thông tin thêm rằng xứ cũ và mới đều là các giáo xứ lớn ở tỉnh và trước khi chính thức nhậm chức, hội đồng giáo xứ cũ và chính linh mục này xin phụ trách giáo họ nhỏ của xứ cũ để phục vụ người nghèo là người dân tộc thiểu số và được chấp thuận.
Dưới thời Antôn Vũ Huy Chương cai quản giáo phận Hưng Hóa, ông đã hoạch định xây dựng các cơ sở vật chất cho giáo phận như các nhà thờ giáo họ, xây mới trụ sở chính tu viện Dòng Mến Thánh giá (2008), Trung tâm Mục vụ trên nền Nhà tràng Hà Thạch cũ, Đài tôn kính các thánh tử đạo Việt Nam trên nền pháp trường Năm Mẫu cũ và Tòa giám mục Hưng Hóa.

## Giám mục Đà Lạt (2011–2019)

### Giai đoạn 2011–2014
Trong chuyến đi hành hương Ad Limina, Vũ Huy Chương cho biết ông cảm nhận được việc thuyên chuyển khi Tòa Thánh bổ nhiệm cho Hưng Hóa vị giám mục phụ tá, đi kèm các việc bổ nhiệm nhân sự khác. Riêng tại Việt Nam, tin đồn này xuất phát từ cuối tháng 5 năm 2010. Trong dịp an táng giám mục giáo phận Cần Thơ Emmanuel Lê Phong Thuận cuối tháng 10 năm 2010, giám mục Chương đã được hỏi về việc sẽ chuyển đến Đà Lạt và cho biết họ nghe tin bán chính thức.
Ngày 1 tháng 3 năm 2011, Phòng Báo chí Tòa Thánh chính thức thông báo: Giáo hoàng Biển Đức XVI đã bổ nhiệm Giám mục Antôn Vũ Huy Chương về làm Giám mục chính tòa Giáo phận Đà Lạt, đồng thời loan báo bổ nhiệm giám mục Phụ tá của ông – Gioan Maria Vũ Tất làm giám mục chính tòa Giáo phận Hưng Hóa. Chiều ngày 16 tháng 3, tân giám mục Đà Lạt đáp xuống phi trường Liên Khương, Đà Lạt. Ngay khi vừa xuống xe, ông quỳ gối thực hiện nghi thức hôn đất. Ngày 17 tháng 3, ông dâng lễ nhận chức giám mục Đà Lạt. Tham gia lễ này ngoài Hồng y Gioan Baotixita Phạm Minh Mẫn, tổng giám mục Tổng giáo phận Thành phố Hồ Chí Minh và tổng giám mục Hà Nội Phêrô Nguyễn Văn Nhơn còn có hơn 10 giám mục khác và đông đảo linh mục, giáo dân tham dự. Nói đến vấn đề thích nghi và hội nhập giáo phận Đà Lạt, Vũ Huy Chương cho biết ông lo lắng về vấn đề sức khỏe và tuổi tác.
Ngày 13 tháng 11 năm 2011, giám mục Vũ Huy Chương lần đầu có cuộc gặp với các tín hữu Công giáo đang đảm nhận vai trò giáo viên trên địa bàn thành phố Đà Lạt. Đồng tổ chức còn có linh mục Maria Augustinô Nguyễn Hữu Gia, Giám tỉnh dòng Vinh Sơn Việt Nam; linh mục Tôma Vũ Kim Long, Phó Giám tỉnh dòng Salêdiêng Don Bosco Việt Nam, kiêm giám đốc Học Viện Don Rua Đà Lạt, linh mục Đa Minh Nguyễn Văn Tuyên, Giám đốc Trung tâm Mục vụ Đà Lạt. Tham dự buổi họp mặt có khoảng 80 giáo viên của các bậc học từ Mầm non đến Đại học, một số hộ trực các nhà lưu xá Don Bosco và Ban khuyến học giáo xứ Thánh Mẫu. Kết thúc buổi gặp, Vũ Huy Chương kết luận rằng các giáo viên Công giáo nếu chỉ có vai trò truyền thụ kiến thức là chưa đủ nhưng cần ý thức giáo dục toàn diện cho học sinh – sinh viên, ông cho rằng giáo chức công giáo cần quan tâm ưu tiên giáo dục theo các thứ tự: giáo dục nhân bản, giáo dục đạo đức, giáo dục kiến thức. Ông bày tỏ sự cảm thông với những khó khăn của các giáo chức và vui mừng trước những biểu hiện mang tinh thần Công giáo như không gian dối – bệnh thành tích, không bán điểm, không đi theo các tiêu cực và gọi những việc này là những hành vi "tử đạo" các giáo viên cần phát huy. Tháng 2 năm 2013, giáo hoàng Biển Đức XVI từ nhiệm, Vũ Huy Chương ra văn thư kêu gọi các tầng lớp giáo dân Đà Lạt cầu nguyện, lần chuỗi kinh, dâng lễ với mục đích cầu nguyện cho việc bầu Giáo hoàng mới.
Tháng 7 năm 2014, linh mục Tổng đại diện Giáo phận Đà Lạt Phaolô Lê Đức Huân loan tin giám mục Vũ Huy Chương bị nhồi máu cơ tim nhẹ, chuyển đến Bệnh viện Chợ Rẫy ngay trong đêm. Tại bệnh viện, ông được đưa vào phòng cách ly đặc biệt, cần nong mạch vành và có thể sẽ xuất viện sau một tuần lễ. Hiện tượng mạo danh các giáo sĩ Công giáo, giáo phận, dòng tu xuất hiện trên Facebook, email xuất hiện ngày càng nhiều và việc này gây ảnh hưởng đến cá nhân, tổ chức bị mạo danh. Nhằm tránh các hiểu lầm, Tòa giám mục Đà Lạt tháng 9 năm 2014 ra thông cáo khẳng định giám mục Vũ Huy Chương không có bất cứ website cá nhân hay tài khoản Facebook nào. Ngày 30 tháng 12 năm 2014, Vũ Huy Chương chủ sự lễ khởi công xây dựng Đan viện Cát Minh Đà Lạt. Đan viện này tách ra từ Đan viện Cát Minh Huế, được Ủy ban nhân dân tỉnh Lâm Đồng cho phép hoạt động tôn giáo tại địa bàn tỉnh.

### Giai đoạn 2015–2019
Tháng 1 năm 2015, Giáo hoàng Phanxicô loan tin vinh thăng Tổng giám mục Hà Nội Phêrô Nguyễn Văn Nhơn làm Hồng y. Trước đó, tân hồng y trưởng thành tại Đà Lạt và đảm nhận vai trò Giám mục phó rồi Giám mục chính tòa Đà Lạt. Nhân sự kiện này, Vũ Huy Chương ra thư kêu gọi các linh mục, tu sĩ, chủng sinh và giáo dân cầu nguyện cho vị hồng y tân cử. Ngày 10 cùng tháng, giám mục Chương ký thông báo thành lập Đan viện Nữ Biển Đức Đồi Hiển Linh – Lộc Nam. Ngày 9 tháng 2, ông công bố quyết định thành lập giáo hạt mới, tên là Madagouil, đồng thời bổ nhiệm Quản hạt Tiên khởi là linh mục Giuse Nguyễn Đức Cường. Cũng trong tháng 2 năm 2015, ông cùng về Rôma tham gia nghi thức vinh thăng cho Tân Hồng y Nhơn vào ngày 14 tháng 2, cùng tham quan một số công trình mỹ thuật, lịch sử khác. Nhân dịp Hồng y Fernando Filoni, Tổng trưởng Thánh bộ Truyền giáo Tòa Thánh đến thăm nhiều Giáo phận, trong đó có Hưng Hóa cuối tháng 2 năm 2015, Vũ Huy Chương có cơ hội về thăm lại giáo phận cũ của mình. Tháng 3 năm 2015, ông tham dự lễ đồng tế khánh thành trường Mầm non Thăng Long do Cộng đoàn Dòng Phaolô Đà Lạt (SPC Đà Lạt) phụ trách giảng dạy. Ngày 30 tháng 3, ông đệ nộp đơn trình Tòa Thánh nhằm xin cho giáo phận Đà Lạt một giám mục phó.
Bàn về Tông thư bảo vệ môi trường Laudato Si của giáo hoàng Phanxicô, thạc sĩ Phương Liên đăng trên trang Ban Tôn giáo chính phủ trích dẫn về việc trong cuộc gặp với ông Nguyễn Thiện Nhân, Chủ tịch Ủy ban trung ương Mặt trận Tổ Quốc Việt Nam, giám mục Vũ Huy Chương cho biết cạnh công tác giảng dạy giáo lý cho giáo dân, Tòa giám mục cùng chính quyền địa phương vận động xây dựng đời sống văn hóa khu dân cư, ngày vì người nghèo, nâng cao tinh thần bảo vệ môi trường, xây dựng nông thôn mới.
Trong bài viết đề cập đến chủ đề Tết Nguyên Đán trên Báo Công giáo và Dân tộc tháng 2 năm 2016, Vũ Huy Chương cho biết, theo truyền thống của giáo phận, trong vòng hai tuần trước Tết, giám mục có dịp gặp gỡ linh mục, tu sĩ và đại diện giáo dân đến từ các giáo xứ bằng cách đi đến từng giáo hạt. Trong mội dịp như vậy, họ cử hành nghi thức chầu Thánh Thể, chúc Tết và ăn uống. Sáng ngày Mồng Một Tết, giám mục cử hành lễ Tân niên tại nhà thờ chính tòa và trong vòng ba ngày đầu năm mới, đi thăm người dân tộc tại một số xứ đạo ở vùng sâu vùng xa. Chia sẻ về chủ đề Tết, giám mục Chương cho biết Giáo hội Công giáo hội nhập với văn hóa bằng cách trong vòng 3 ngày Tết, cử hành lễ theo quan niệm Thiên – Địa – Nhân hòa. Ngày 31 tháng 3, ông chủ sự lễ tại nhà thờ chính tòa Đà Lạt cầu nguyện cho giáo phận và việc dự kiến xây dựng mới Tòa giám mục Đà Lạt vào tháng 4 cùng năm. Cuối tháng 8 cùng năm, Vũ Huy Chương tham dự đêm thơ – nhạc – hợp xướng chủ đề Truyện Kiều trong khuôn khổ kỷ niệm 250 năm ngày sinh thi hào Nguyễn Du. Chương trình tổ chức tại Nhà thờ chính tòa Đà Lạt.

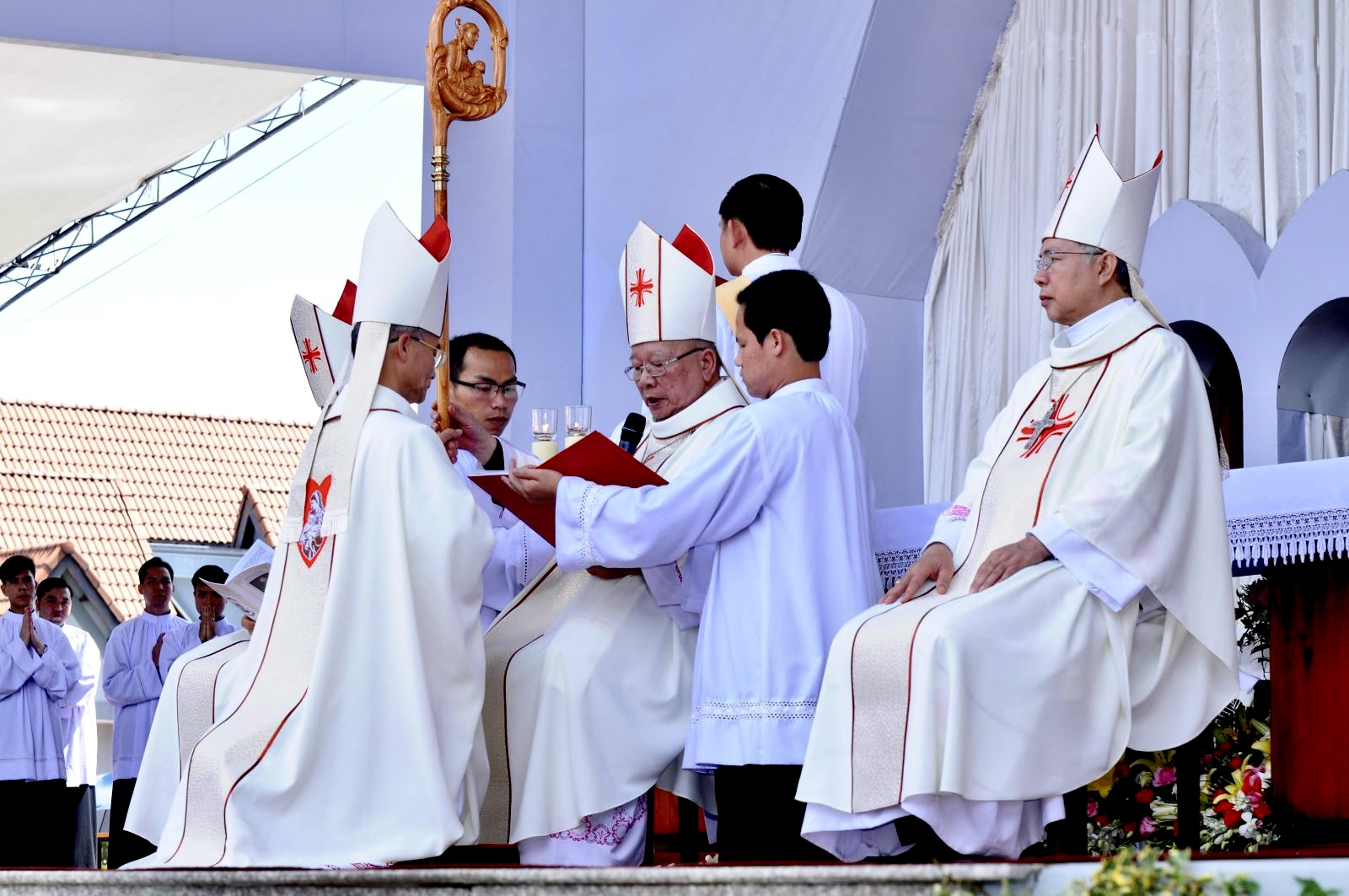
Giám mục Vũ Huy Chương (giữa) là chủ phong trong nghi thức truyền chức tân giám mục Đa Minh Nguyễn Văn Mạnh

Tháng 3 năm 2017, được sự khích lệ của giám mục Vũ Huy Chương, Caritas Đà Lạt dời về văn phòng mới tại nhà vòm giáo xứ chính tòa Đà Lạt. Nguyên do là căn phòng cũ xa thành phố, gặp nhiều hạn chế và khó khăn. Tối ngày 4 tháng 4 năm 2017, Tòa giám mục Đà Lạt công bố Lễ Truyền Dầu cử hành vào thứ bảy cùng tuần, ngày 8 tháng 4. Việc này là việc bất thường vì trong hàng chục năm, giáo phận này cử hành lễ Truyền Dầu vào thứ tư Tuần Thánh. Việc di dời này làm các lễ Vọng lễ Lá tại các nhà thờ trên khắp giáo phận ngưng trệ, do các linh mục về đồng tế quanh giám mục. Trong phần đầu lễ này, linh mục Chưởng ấn công bố Tòa Thánh thông báo chính thức việc bổ nhiệm được người kế vị giám mục Vũ Huy Chương là Đa Minh Nguyễn Văn Mạnh. Tân giám mục là linh mục giáo phận Đà Lạt, Đại diện Tư pháp của giáo phận, được Giáo hoàng Phanxicô bổ nhiệm làm Giám mục Phó giáo phận Đà Lạt. Giám mục Mạnh có quyền kế vị giám mục Chương khi ông qua đời hoặc từ nhiệm theo Giáo luật Công giáo. Cuối lễ này, giám mục Chương công bố về việc lễ truyền chức tân giám mục phó cử hành vào ngày 31 tháng 5, về khoản giáo luật đặt giám mục phó làm Tổng Đại diện và một số vấn đề khác. Theo thông báo, ông chủ sự lễ truyền chức tân giám mục phó vào ngày 31 tháng 5 năm 2017 tại Trung tâm Mục vụ Giáo phận Đà Lạt. Về nghi thức tấn phong, giám mục Chương là giám mục Chủ phong trong nghi thức này.
Đầu tháng 7 năm 2017, ông tham gia chủ tọa buổi họp thường niên hai năm một lần của các Đại chủng viện Việt Nam. Tham gia còn có Phó Chủ tịch Ủy ban Giáo sĩ – Chủng sinh Giuse Đỗ Mạnh Hùng và 44 linh mục phụ trách việc đào tạo ở các chủng viện khắp Việt Nam. Nhân dịp mừng 55 năm thành lập Chủng viện Minh Hòa Đà Lạt, mừng thọ 80 tuổi và kim khánh linh mục của Hồng y, Tổng giám mục Tổng giáo phận Hà Nội Phêrô Nguyễn Văn Nhơn, các giám mục xuất thân từ Đà Lạt: Hồng y Nguyễn Văn Nhơn, Tổng giám mục Tổng giáo phận Thành phố Hồ Chí Minh Phaolô Bùi Văn Đọc, các giám mục giáo phận Đà Lạt Antôn Vũ Huy Chương và Đa Minh Nguyễn Văn Mạnh cử hành lễ kỷ niệm vào ngày 12 tháng 12 năm 2017.
Đoàn các giám mục Việt Nam đến thăm và hành hương Tòa Thánh, Rôma trong khuôn khổ chuyến viếng thăm bổn phận của giám mục, Ad Limina kéo dài từ ngày 2 đến ngày 11 tháng 3 năm 2018. Trong khuôn khổ chuyến đi, Vũ Huy Chương chủ sự lễ tại nhà nguyện Foyer Phát Diệm ngày 9 tháng 3. Tổng giám mục Phaolô Bùi Văn Đọc đột ngột qua đời tại Rôma khi tham gia chuyến hành hương cùng các giám mục Việt Nam vào ngày 6 tháng 3 (giờ Rôma). Cố tổng giám mục từng đảm trách các vai trò khác nhau trong thời gian dài tại Đà Lạt trước khi được chọn làm giám mục. Sáng ngày 18 tháng 3 năm 2018, giám mục Chương chủ sự lễ tưởng nhớ cố Tổng giám mục Đọc.
Cuối tháng 4 năm 2018, Tòa Thánh chọn một linh mục thuộc linh mục đoàn Giáo phận Đà Lạt là Giuse Nguyễn Đức Cường làm giám mục chính tòa Giáo phận Thanh Hóa. Chiều cùng ngày công bố thông tin bổ nhiệm, linh mục đoàn giáo phận tụ họp dâng lễ tại giáo xứ Bảo Lộc để đón tin này. Trong buổi lễ, giám mục Chương thực hiện nghi thức trao mũ Zucchetto và thánh giá đeo ngực cho tân giám mục. Ngày 12 tháng 5 năm 2018, ông tham gia buổi công bố quyết định thành lập Đại chủng viện Thánh Giuse Xuân Lộc cơ sở II tại Đà Lạt. Đây là Đại chủng viện thứ 9 hoạt động tại Việt Nam. Cuối tháng 5, ông tham dự Đại hội giới trẻ và gia đình trẻ giáo hạt Bảo Lộc, thuộc giáo phận Đà Lạt, chủ đề Thắp sáng gia đình bằng tình yêu Giêsu. Tháng 8 năm 2018, Vũ Huy Chương cùng các giám mục khác tham gia đại hội Phong trào Thiếu nhi Thánh thể tại Trung tâm Hành hương Đức Mẹ La Vang trong khuôn khổ kỷ niệm 100 năm thành lập phong trào này.
Trong 7 năm sau khi về Giáo phận Đà Lạt, Vũ Huy Chương đã thực hiện các công tác phát triển giáo phận: thiết lập Hiệp hội Chứng nhân Đức tin thành một Hội dòng thuộc giáo phận Đà Lạt, lập Đan viện Cát Minh Đà Lạt, tái lập Đại Chủng viện Minh Hòa và đào tạo nhân sự,...
Tháng 3 năm 2019, giám mục Vũ Huy Chương cho thiết lập giáo hạt mới là Đạ Tông, giáo hạt này gồm 2 giáo xứ và nhiều giáo họ, có số giáo dân khoảng 25.000 người, đa phần là người dân tộc thiểu số. Lý do chia tách giáo hạt mới vì địa hình đường đi khó khăn, ảnh hưởng đến các linh mục tham gia các hoạt động chung của giáo hạt.
Ngày 21 tháng 4 năm 2019, năm tháng trước giới hạn hồi hưu là 75 tuổi của giám mục Công giáo, giám mục Vũ Huy Chương nộp đơn xin từ nhiệm. Ngày 14 tháng 9 năm 2019, Tòa Thánh chấp nhận đơn hồi hưu của giám mục Vũ Huy Chương. Giám mục phó Nguyễn Văn Mạnh kế nhiệm chức giám mục chính tòa Đà Lạt.
Giám mục Vũ Huy Chương trả lời phỏng vấn báo Công giáo và Dân tộc ngày 18 tháng 9 năm 2019, bài phỏng vấn được cho đăng tải trên Báo Công giáo và Dân tộc số 2224, tuần lễ từ ngày 20 đến ngày 26 tháng 9 năm 2019. Khi được hỏi về những dự định chưa làm được trong quãng thời gian đương nhiệm, giám mục Chương cho biết công việc thì không bao giờ hết. Nói về địa điểm dự kiến mà giám mục Chương hưu dưỡng, ông trả lời rằng giáo phận Đà Lạt có nhà hưu dưỡng cho các linh mục và giám mục tại Bảo Lộc. Ông cũng cho biết mình đã sẵn sàng cho việc rời chức vụ giám mục từ trước đó bốn năm, khi đệ trình Tòa Thánh xin có giám mục phó và đã sẵn sàng từ nhiệm trong thời gian năm tháng khi nộp đơn từ nhiệm trước tuổi hồi hưu quy định là 75. Giám mục Vũ Huy Chương công bố ông có ý định dành vài ngày sau khi chính thức hồi hưu để tham gia các buổi tĩnh tâm. Ông bày tỏ ao ước có thể thực hiện những ước muốn của giáo hoàng cho các giám mục hồi hưu cũng như định hướng cá nhân, không phát ngôn hoặc có hành động gây tổn hại đến thương những người có trách nhiệm tại Giáo phận Đà Lạt và đường hướng chung của Hội đồng Giám mục Việt Nam.
Thông báo của Tòa giám mục Đà Lạt vào ngày 14 tháng 9 có nội dung dự kiến sáng ngày 24 tháng 9, giám mục Vũ Huy Chương sẽ dâng lễ tạ ơn tại giáo xứ Tân Thanh, giáo phận Đà Lạt và thực hiện nghi thức làm phép Nhà nghỉ dưỡng linh mục giáo phận Đà Lạt mới được nâng cấp. Sáng ngày 24, lễ đồng tế do giám mục Chương chủ sự tại Nhà thờ Tân Thanh được tổ chức. Đồng tế có hai giám mục gồm giám mục Đà Lạt Nguyễn Văn Mạnh và giám mục Thanh Hóa Giuse Nguyễn Đức Cường. Nghi thức thánh hiến nhà hưu dưỡng linh mục sau đó cử hành bởi giám mục kế vị Nguyễn Văn Mạnh.
Ông hiện hưu dưỡng tại Nhà hưu dưỡng Giáo sĩ Giáo phận Đà Lạt, thuộc Giáo xứ Tân Thanh.

## Tông truyền
Giám mục Vũ Huy Chương được tấn phong giám mục năm 2003, thời Giáo hoàng Gioan Phaolô II, bởi:
- Giám mục chủ phong: Phaolô Nguyễn Văn Hòa, Chủ tịch Hội đồng Giám mục Việt Nam, giám mục chính tòa Giáo phận Nha Trang.
- Hai giám mục phụ phong là các Giám mục Emmanuel Lê Phong Thuận, giám mục chính tòa Giáo phận Cần Thơ và Giuse Ngô Quang Kiệt – Giám quản Tông Tòa Tổng giáo phận Hà Nội, Giám mục chính tòa Giáo phận Lạng Sơn và Cao Bằng.[82]

Giám mục Vũ Huy Chương là Giám mục Chủ phong Giám mục cho:
- Năm 2010, Giám mục Gioan Maria Vũ Tất, hiện là nguyên Giám mục chính tòa Giáo phận Hưng Hóa.
- Năm 2017, Giám mục Đa Minh Nguyễn Văn Mạnh, hiện là Giám mục chính tòa Giáo phận Đà Lạt.
- Năm 2022, Giám mục Đa Minh Hoàng Minh Tiến, hiện là Giám mục chính tòa Giáo phận Hưng Hóa.

Giám mục Vũ Huy Chương là Giám mục phụ phong Giám mục cho các giám mục:
- Năm 2006, Giám mục Giuse Châu Ngọc Tri, hiện là Giám mục chính tòa Giáo phận Lạng Sơn và Cao Bằng.
- Năm 2010, Giám mục Phaolô Nguyễn Thái Hợp, hiện là nguyên Giám mục chính tòa Giáo phận Hà Tĩnh.
- Năm 2016, Giám mục Giuse Đỗ Mạnh Hùng, hiện là Giám mục chính tòa Giáo phận Phan Thiết.